# Pelagornis sandersi
Pelagornis sandersi é uma espécie extinta de ave que teria vivido entre 28 e 24 milhões de anos e seu tamanho seria duas vezes maior que o albatroz, a maior espécie de ave atualmente viva.
Pelagornis é um gênero amplamente difundido de aves pré-históricas com pseudo-dentes. Provavelmente parentes próximos de pelicanos e cegonhas, ou de aves aquáticas, e são colocados aqui na ordem Odontopterygiformes para explicar esta incerteza.

## Descrição

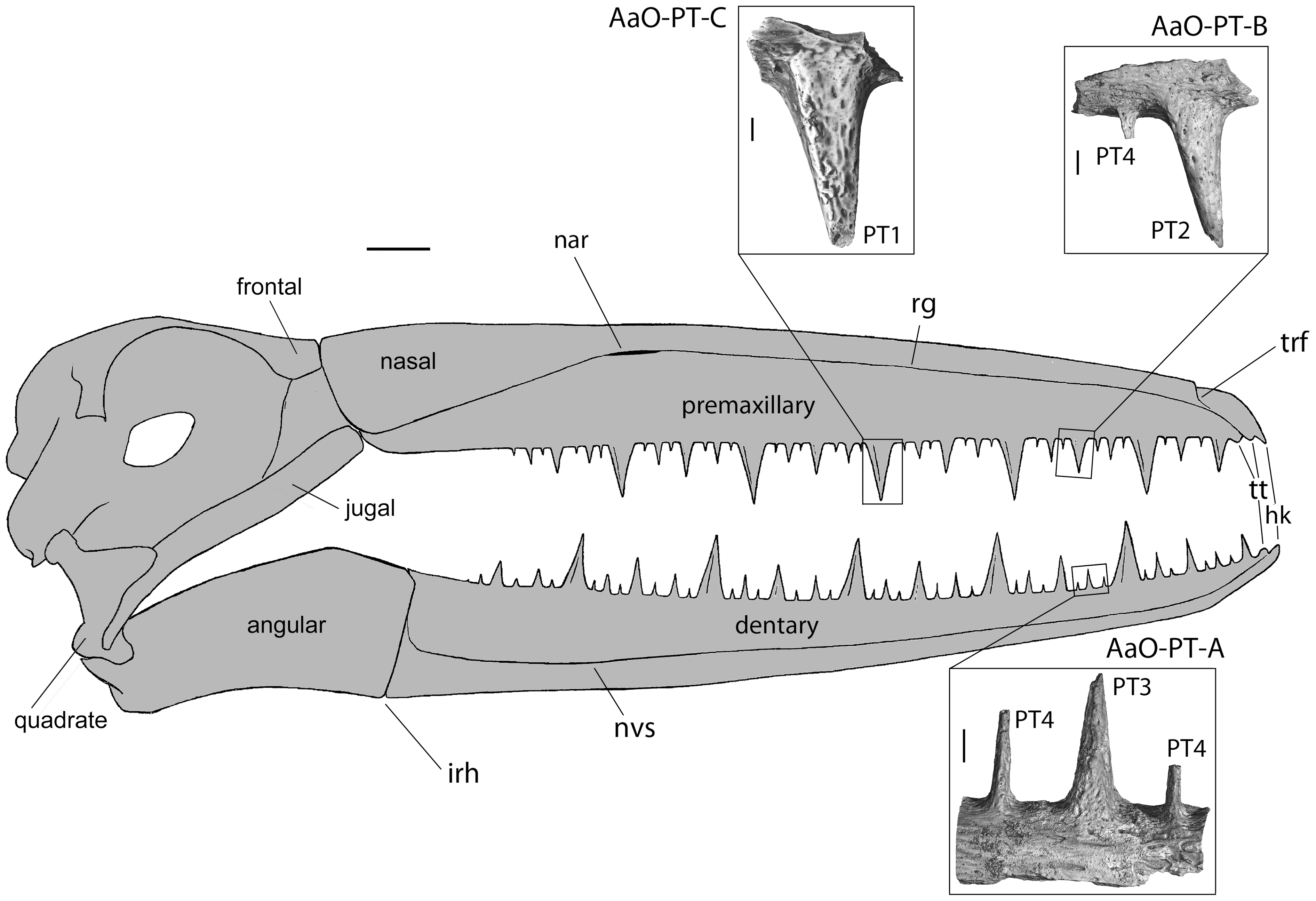
Diagrama do crânio e pseudo-dentes do P. mauretanicus

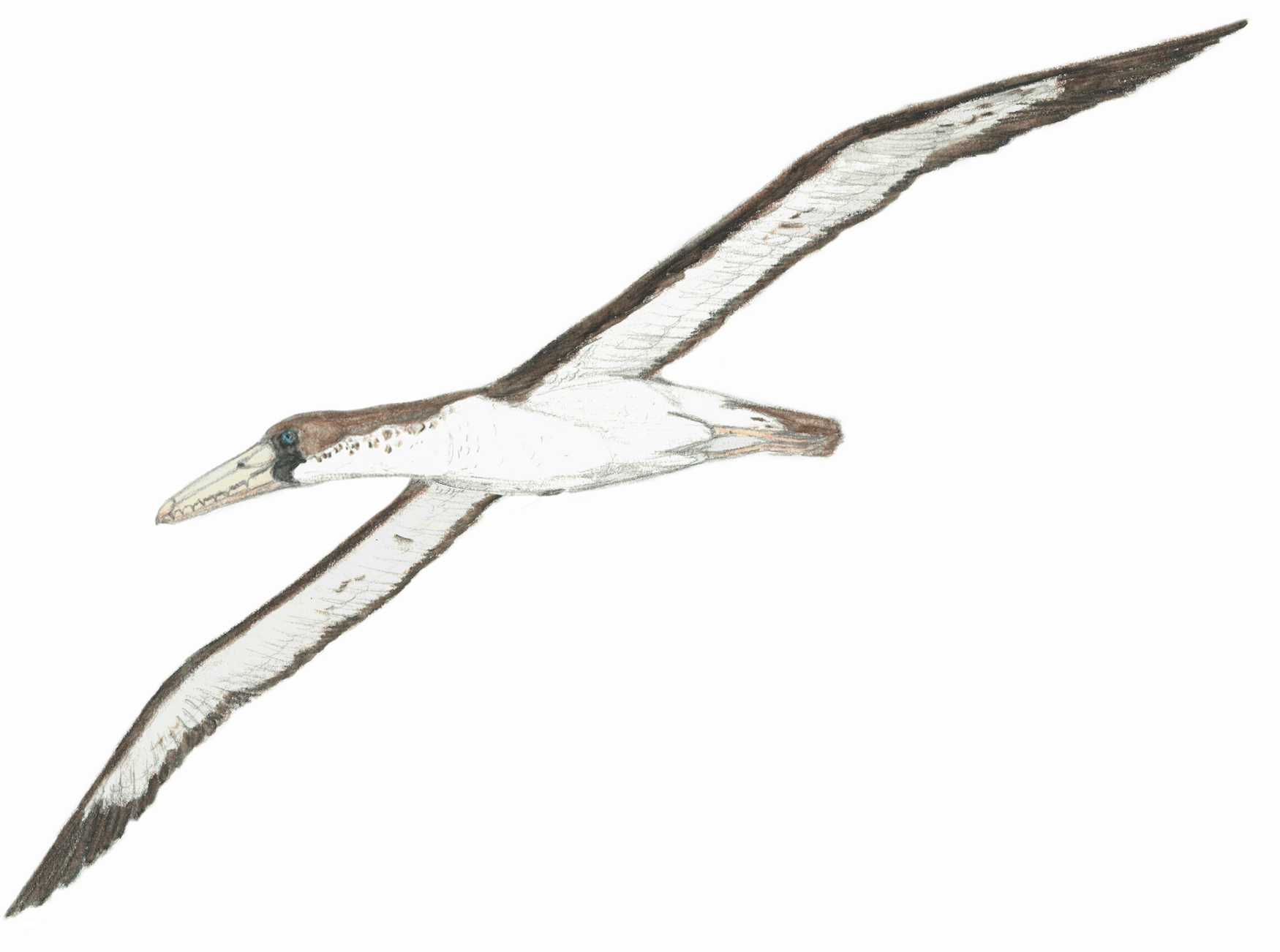
Ilustração de um P. chilensis vivo

Os espécimes fósseis mostram que P. miocaenus era uma das maiores aves pseudo-dentadas, dificilmente menor em tamanho que o Osteodontornis ou aos mais antigos Dasornis. Sua cabeça devia ter cerca de 40 cm  de comprimento em vida, e sua envergadura provavelmente tinha entre 5 e 6 metros. Ao contrário de seu contemporâneo Osteodontornis e assim como no Pseudodontornis, mais antigo, entre cada dois dos grandes "dentes" de Pelagornis havia um único menor. O Pelagornis diferia do Dasornis e de seu contemporâneo menor Odontopteryx por não ter forâmen pneumático na fossa pneumotricipital do úmero, um único e longo local de fixação do músculo latíssimo do dorso no úmero em vez de dois segmentos distintos e nenhum botão de fixação do ligamento colateral ventral proeminente na ulna. Outras diferenças entre Odontopteryx e Pelagornis são encontradas no tarsometatarso: no último, ele tem uma fossa profunda do primeiro metatarso do hálux, enquanto a tróclea do dedo médio não é visivelmente expandida para a frente. As glândulas de sal dentro das órbitas oculares eram extremamente grandes e bem desenvolvidas no Pelagornis. Dos pedaços de úmero do espécime LACM 127875, encontrados na Formação Eo-Oligoceno de Pittsburg Bluff perto de Mist, Oregon (Estados Unidos), P. miocaenus difere por uma tuberosidade externa que não é tão estendida na direção dos ombros e que é separada da extremidade do cotovelo por uma depressão mais ampla. A cabeça do úmero é voltada mais para dentro e a grande protuberância encontrada ali não está tão no final. O úmero do rio Waipara mencionado acima assemelha-se ao P. miocaenus nesse aspecto. Se os fósseis do Oregon estiverem relacionados com Cyphornis e/ou Osteodontornis, e se as características encontradas em P. miocaenus e no espécime da Nova Zelândia forem apomórficas, os dois últimos podem de fato ser parentes muito próximos.

## Fisiologia

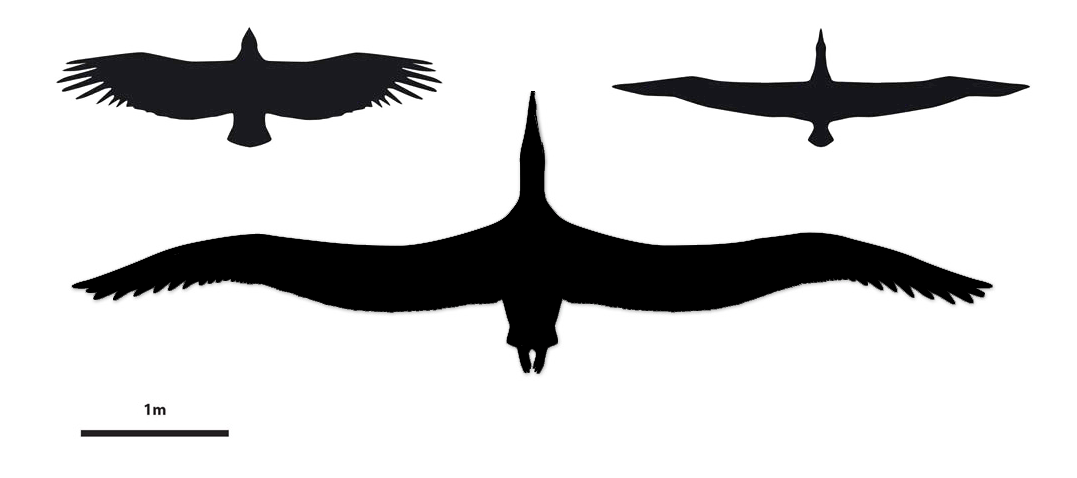
Comparação entre Pelagornis sandersi, condor andino (Vultur gryphus) e Albatroz-errante (Diomeda exulans)

P. sandersi tinha pernas curtas e atarracadas e provavelmente só conseguia voar pulando de bordas de penhascos. Originalmente, havia controvérsias sobre se P. sandersi seria ou não capaz de voar, pois costumava-se assumir que a envergadura máxima de um animal voador era de 5,2 m, porque havia a hipótese de que acima disto a força necessária para manter a ave em vôo ultrapassaria a capacidade de força dos músculos da ave. No entanto, este cálculo é baseado na suposição de que a ave em questão permanece no ar batendo repetidamente suas asas, enquanto P. sandersi provavelmente planava nas correntes de ar do oceano perto da água, o que consome menos energia do que atingir grandes altitudes. A longa envergadura de P. sandersi e seu poder de planeio permitiam que ele viajasse longas distâncias sem pousar, enquanto caçava.[6] Como todos os membros dos Pelagornithidae, P. sandersi tinha extensões semelhantes a dentes ou botões na margem do bico, chamadas de "pseudo-dentes", que permitiriam ao animal vivo agarrar e segurar melhor presas escorregadias. De acordo com Ksepka, os dentes de P. sandersi "não têm esmalte, não crescem em cavidades e não são perdidos e substituídos ao longo da vida da criatura".  Devido ao tamanho de P. sandersi, o pássaro provavelmente mudava todas as suas penas de vôo de uma só vez, de forma semelhante a um mergulhão, já que penas maiores demoram mais para crescer novamente. É teorizado que o P. sandersi tenha planado e viajado de forma semelhante a um albatroz moderno, no entanto, de acordo com Dan Ksepka, seus parentes modernos mais próximos são galinhas e patos.
Alguns cientistas expressaram surpresa com a ideia de que esta espécie pudesse voar, dado que, entre 22 e 40 kg, seria considerado muito pesado pela teoria predominante do mecanismo pelo qual os pássaros voam. Dan Ksepka do Centro Nacional Estadunidense de Síntese Evolutiva em Durham, Carolina do Norte, que identificou que os fósseis descobertos pertenciam a uma nova espécie, acredita que teriam sido capazes de voar em parte por seu corpo relativamente pequeno e asas longas,[10] e porque, como o albatroz, passavam grande parte do tempo sobre o oceano. Ksepka está atualmente focado em descobrir como P. sandersi evoluiu e o que causou a extinção da espécie.

## Taxonomia

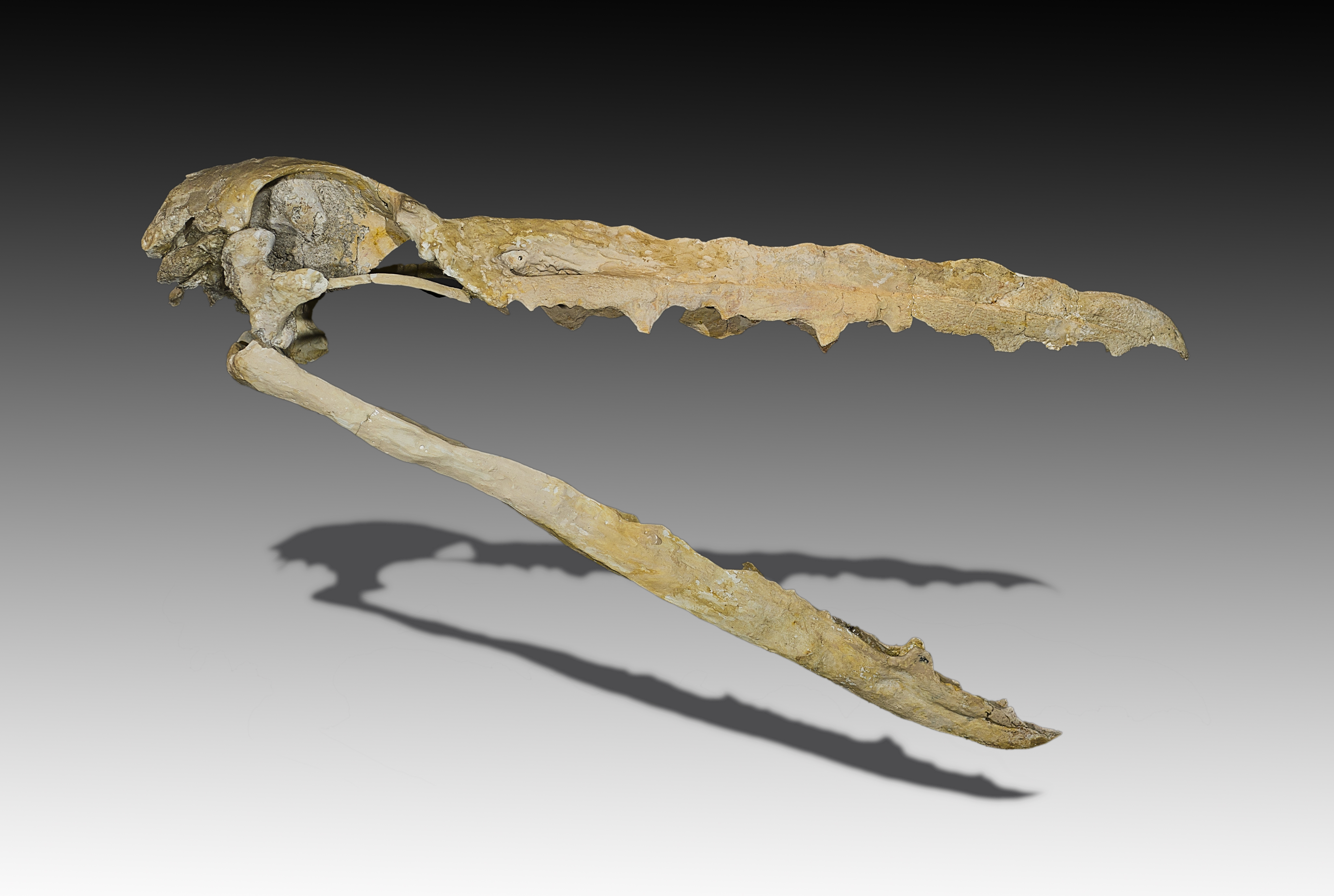
Crânio de P. mauretanicus

Quatro espécies foram formalmente descritas, mas vários outros táxons de pássaros pseudo-dentes também podem pertencer à Pelagornis. A espécie-tipo Pelagornis miocaenus é conhecida a partir de sedimentos da Aquitânia (Início do Mioceno) – que anteriormente se acreditava serem do Mioceno Médio – de Armagnac (França). O primeiro fóssil de P. miocaenus a ser encontrado era um úmero esquerdo quase do tamanho de um braço humano. O nome científico Significa apenas "ave pelágica do Mioceno". Como muitas aves pseudo-dentadas, acreditava-se inicialmente estar relacionado aos albatrozes e aves marinhas de nariz tubular (Procellariiformes), mas foi posteriormente colocado nos Pelecaniformes, na subordem dos cormorões e gansos (Sulae) ou unido a outras aves pseudo-dentadas em uma subordem Odontopterygia.
Enquanto P. miocaenus foi a primeira espécie de ave pseudo-dente a ser descrita cientificamente, seu congênere Pelagornis mauretanicus só foi nomeado em 2008. Era uma espécie ligeiramente distinta e marcadamente mais jovem. Seus restos foram encontrados em depósitos Gelasianos de 2,5 Ma (Plioceno Superior/Pleistoceno Inferior, MN17) em Ahl al Oughlam (Marrocos).

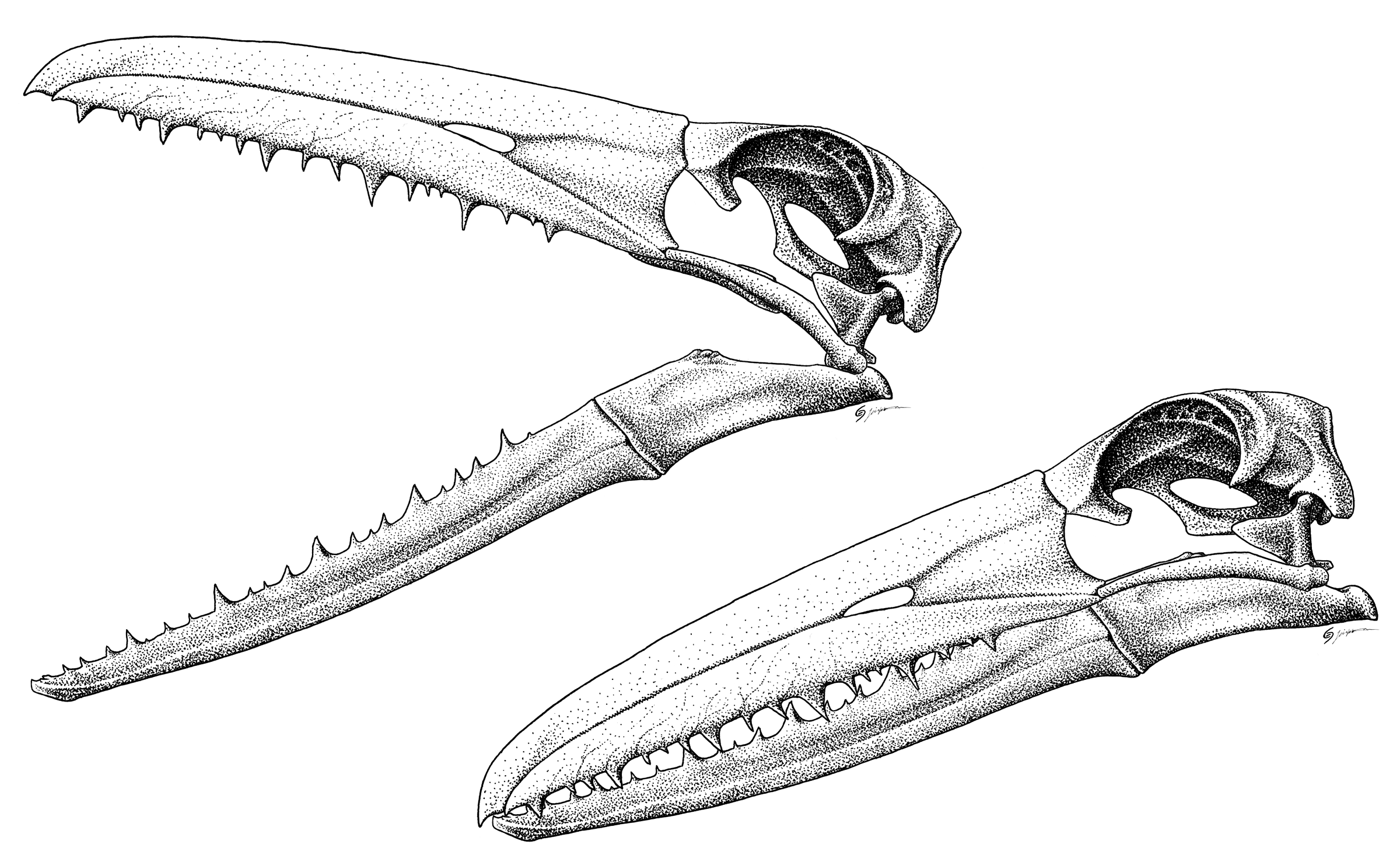
Crânio restaurado de P. sandersi

Fósseis adicionais são colocados em Pelagornis, geralmente sem atribuição de espécies, principalmente devido ao seu grande tamanho e datação no Mioceno. Nos Estados Unidos, tais espécimes foram encontrados na Formação Calvert do Mioceno Médio de Maryland e Virgínia, e na Formação contemporânea do Rio Pungo da Mina Lee Creek na Carolina do Norte (embora pelo menos um outro pelagornithid esteja provavelmente representado entre este material também ). USNM 244174 (um fragmento de tarsometatarso) foi encontrado perto de Charleston, Carolina do Sul e atribuído a P. miocaenus, e a tróclea média tarsometatarsal esquerda ligeiramente menor USNM 476044 também pode pertencer aqui. Um esterno quebrado, mas bastante completo, provavelmente deste gênero, espécime LHNB (CCCP)-1, é conhecido da fronteira Serravalliana-Tortoniana (Mioceno Médio a Final) perto da Costa da Caparica em Portugal. Contemporâneos são alguns espécimes da Formação Bahía Inglesa do Chile, enquanto outros materiais desta formação, bem como restos da Formação Pisco do Peru, são do final do Mioceno ao início do Plioceno. Não está claro se os fósseis sul-americanos – de tamanho e idade semelhantes e não incluindo ossos diretamente comparáveis – são de uma ou duas espécies. Um esterno muito desgastado e alguns outros restos do Mioceno de Oregon, bem como material aproximadamente contemporâneo da Califórnia, às vezes são atribuídos a Pelagornis, mas isso parece ser um erro; se não for do contemporâneo North Pacific Osteodontornis, o espécime é melhor considerado indeterminado. Dada a distância no espaço e no tempo envolvida, todo o material do Pacífico pode muito bem ter sido de uma espécie diferente de P. miocaenus ou mesmo de aves mais próximas de Osteodontornis. De fato, alguns dos restos mais antigos da Formação Bahía Inglesa provisoriamente referidos a Pelagornis foram inicialmente atribuídos ao misterioso Pseudodontornis longirostris por engano, e uma peça de úmero proximal (inicialmente erroneamente identificada como distal) (CMNZ AV 24.960), do Waiauan (penhascos do meio-tardio do Mioceno perto da foz do rio Waipara (North Canterbury, Nova Zelândia) parecem diferir pouco de O. orri ou P. miocaenus. Já os espécimes da Formação Pisco – que podem ser da mesma espécie que os da Bahía Inglesa, ou de sua descendente direta – parecem bem distintos dos Osteodontornis. Deve ser lembrado, no entanto, que o Istmo do Panamá ainda não havia sido formado durante o Mioceno.
Uma nova espécie de Pelagornis foi descrita em julho de 2014, Pelagornis sandersi. Acredita-se que ele tivesse uma envergadura de pelo menos 6,4 metros, tornando-o o maior pássaro voador de todos os tempos.
1. ↑  Notícias UOL: Identificado fóssil da possível maior ave que já existiu na Terra
2. ↑  Bourdon (2005), Mayr (2009: p. 59)
3. ↑  Olson (1985: p. 198), Goedert (1989), Rincón R. & Stucchi (2003), Bourdon (2005), Mayr (2008), Mayr et al. (2008)
4. ↑  «Biggest Flying Seabird Had 21-Foot Wingspan, Scientists Say». History (em inglês). 7 de julho de 2014. Consultado em 21 de setembro de 2022
5. 1 2  Feltman, Rachel (7 de julho de 2014). «A newly declared species may be the largest flying bird to ever live». The Washington Post. Consultado em 11 de julho de 2014
6. 1 2  «This Ancient Bird Had the Largest Wingspan Ever». Connecticut Public (em inglês). 14 de julho de 2014. Consultado em 21 de setembro de 2022
7. ↑  Hotz, Robert Lee (7 de julho de 2014). «Scientists Identify Largest Flying Bird». Wall Street Journal. Consultado em 7 de julho de 2014. Cópia arquivada em 11 de julho de 2014
8. ↑  Lanham (1947), Brodkorb (1963: p. 262–263), Olson (1985: p. 197), Mlíkovský (2002: pp. 83–84)
9. ↑  Mlíkovský (2009)
10. ↑  MUSM 209 (a broken left humerus), MUSM 265 (a broken right humerus), MPC 1000 (a proximal right humerus end), and perhaps the additional remains MPC 1001 to 1006: Chávez et al. (2007)
11. ↑  UOP/01/81 (first phalanx of the left second finger), UOP/01/79 and UOP/01/80 (damaged right tarsometatarsi), perhaps also a distal right coracoid; all from near Bahía Inglesa: Walsh (2000), Walsh & Hume (2001), Chávez et al. (2007)
12. ↑  Proximal carpometacarpus and right humerus ends in the MNHN: Chávez et al. (2007)
13. ↑  MPC 1001 to 1006 (various bill and skull pieces, a proximal left ulna end and two cervical vertebrae): Chávez et al. (2007)
14. ↑  Scarlett (1972), Olson (1985: pp. 195-199), Goedert (1989), Rasmussen (1998), Mlíkovský (2002: p. 84), Rincón R. & Stucchi (2003), Bourdon (2005), Chávez et al. (2007), Mayr et al. (2008), NEO (2008), NMNH-DP [2009]
15. ↑  Ksepka, Daniel T. (7 de julho de 2014). «Flight performance of the largest volant bird». PNAS. 111 (29): 10624–10629. PMC 4115518. PMID 25002475. doi:10.1073/pnas.1320297111